# Красноточечная иловая змея
Красноточечная иловая змея (лат. Farancia erytrogramma) — вид змей из семейства ужеобразных, обитающий в Северной Америке.

## Описание
Общая длина достигает 91—122 см. Самки крупнее самцов. Чешуя на спине гладкая, блестящая, голубовато-чёрного цвета, с тремя красными полосами по бокам. Взрослые особи могут иметь жёлтые пятна по бокам и на голове.

## Образ жизни
Большую часть жизни проводит в воде, скрываясь в водной растительности, иле и песке. Является хорошим пловцом. Питается, в основном, угрями, но также охотится на мелких лягушек, головастиков и саламандр.

## Распространение
Обитает в США с юга Мэриленда до юго-востока Луизианы, в том числе в Восточной Вирджинии, Северной Каролине, Южной Каролине, Джорджии, Северной Флориде, Алабаме и Миссисипи.

## Подвиды
- Farancia erytrogramma erytrogramma (Palisot de Beauvois, 1802)
- Farancia erytrogramma seminola Neill, 1964[2]